# Tour des Finances
Pour l’article homonyme, voir Tour des Finances de Liège.
La Tour des Finances est un gratte-ciel de la ville de Bruxelles, en Belgique, culminant à 174 mètres de haut et abritant initialement l'administration des Finances belges. Il fait, à ce titre, partie du complexe bâtimentaire nommé Cité administrative de l’État.
Il fut construit entre 1968 et 1983 par les architectes Hugo Van Kuyck, Marcel Lambrichs, Léon Stynen et Jaspers-Eyers. 
Lors de l'achèvement des travaux, la tour était le deuxième plus haut immeuble de Bruxelles derrière la Tour du midi.
La Tour des Finances est située au croisement du boulevard du Jardin Botanique et la rue Royale, au nord est du centre-ville de Bruxelles.
L'actuel siège du Service public fédéral Finances se trouve non loin de là, dans les North Galaxy Towers.

## Histoire

### Raison d'être
La Tour des Finances fait partie d'un ensemble plus large : la Cité Administrative de l'État. Celle-ci avait pour objectif de regrouper les administrations de l’État et ce afin d'accroître la productivité et de réduire les gaspillages de fonctionnement. Le site est préféré en raison de sa facilité d'accès, grâce notamment, à la proximité de la gare centrale. De plus, les travaux de la jonction nord-midi ont rendu le quartier exsangue et il était nécessaire de recréer une liaison entre le haut et le bas de la ville.

### Construction

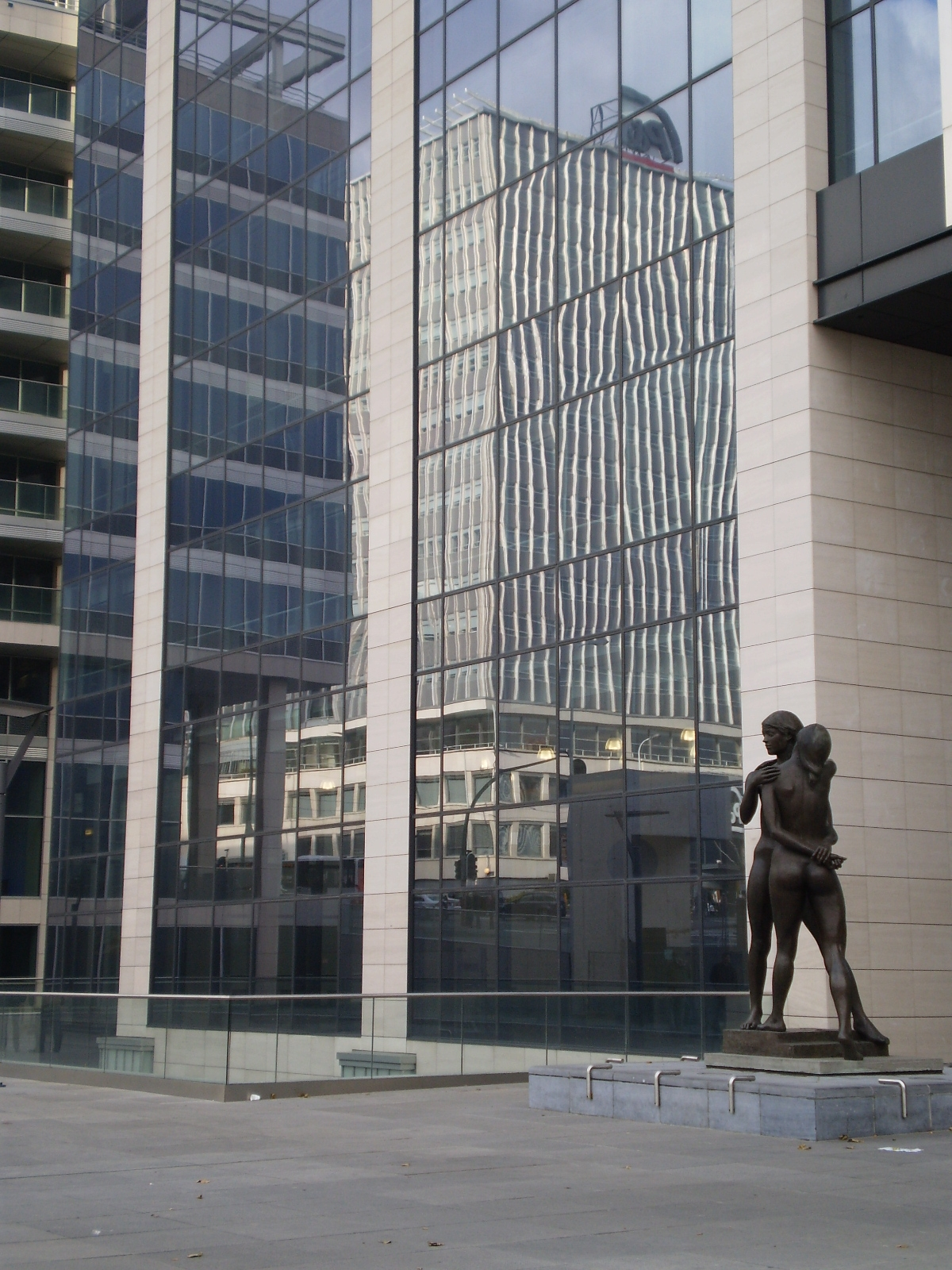
Sculpture l'Âme Sentinelle de Nat Neujean au pied de la Tour des Finances

La tour est implantée sur un terrain dont la différence de niveau entre les deux extrêmes est de 13 mètres. Les travaux préparatoires ont occupé près de quatre années, de 1968 à 1972. La profondeur de la fouille a atteint jusqu'à 26 mètres de profondeur. Les travaux des fondations sont rendus difficiles par la présence d'un sol argileux gorgé d'eau mais également par le tunnel de la Jonction Nord-Midi.
Des restrictions budgétaires vont ralentir la marche du chantier qui sera pratiquement paralysé de 1974 à 1978. Les travaux ne reprennent qu'au début de l'année 1978.
Le gros œuvre est enfin achevé en février 1981 mais il faudra attendre fin 1983 pour que la tour ouvre enfin ses portes. La tour des ascenseurs ne reçut jamais son parement définitif, initialement prévu en granite rose moucheté.
Tout comme la construction de la Cité administrative de l’État, dont la tour fait partie, ces travaux gigantesques sont un exemple de bruxellisation, soit la transformation urbaine de la capitale belge dans les années 1960 et 1970.

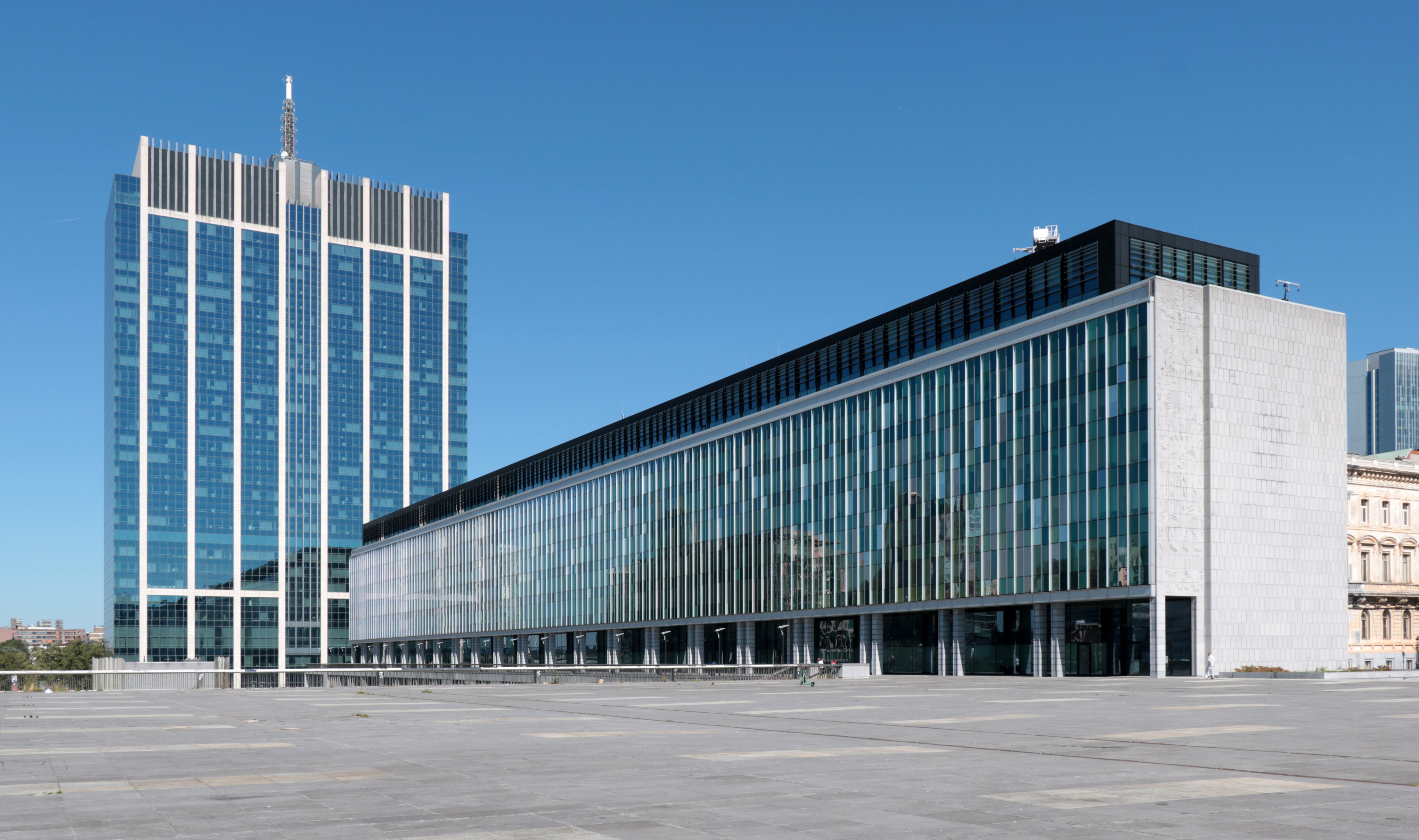
La Tour des Finances et la Cité administrative de l'État.

### Rénovation
La tour des Finances a fait l'objet d'une rénovation de grande ampleur entre 2005 et 2008. Le plan en revient au bureau d'architectes de Michel Jaspers, qui a résolument bouleversé la structure existante: disparition de la tour des ascenseurs, ouverture du bâtiment sur le boulevard du Jardin botanique, construction d'un immeuble au coin de ce boulevard et de la rue Royale, etc.

### Polémique
Racheté à l'État belge pour un montant de 311 millions d'euros en 2001, il est revendu en 2020 pour 1,2 milliard d'euros. Ce bâtiment est exemplaire des erreurs du système de cession-bail mis en place par le gouvernement Verhofstadt et appliquée par le Ministre des Finances d'alors, Didier Reynders : un bâtiment public nécessitant une rénovation lourde était vendu à un entrepreneur privé qui s'engageait à le rénover et conserver via un bail à loyer l'administration qui l'occupait. Dans le cas de la Tour des Finances, le montant du loyer annuel est de 59 millions d'euros, ce qui fait que l'acquéreur a récupéré son investissement en environ 5 ans. Ce système a été dénoncé par diverses associations et même par la Cour des Comptes jugeant que le gouvernement fédéral faisait preuve d’ « obsession budgétaire » en vendant son patrimoine.

## Images

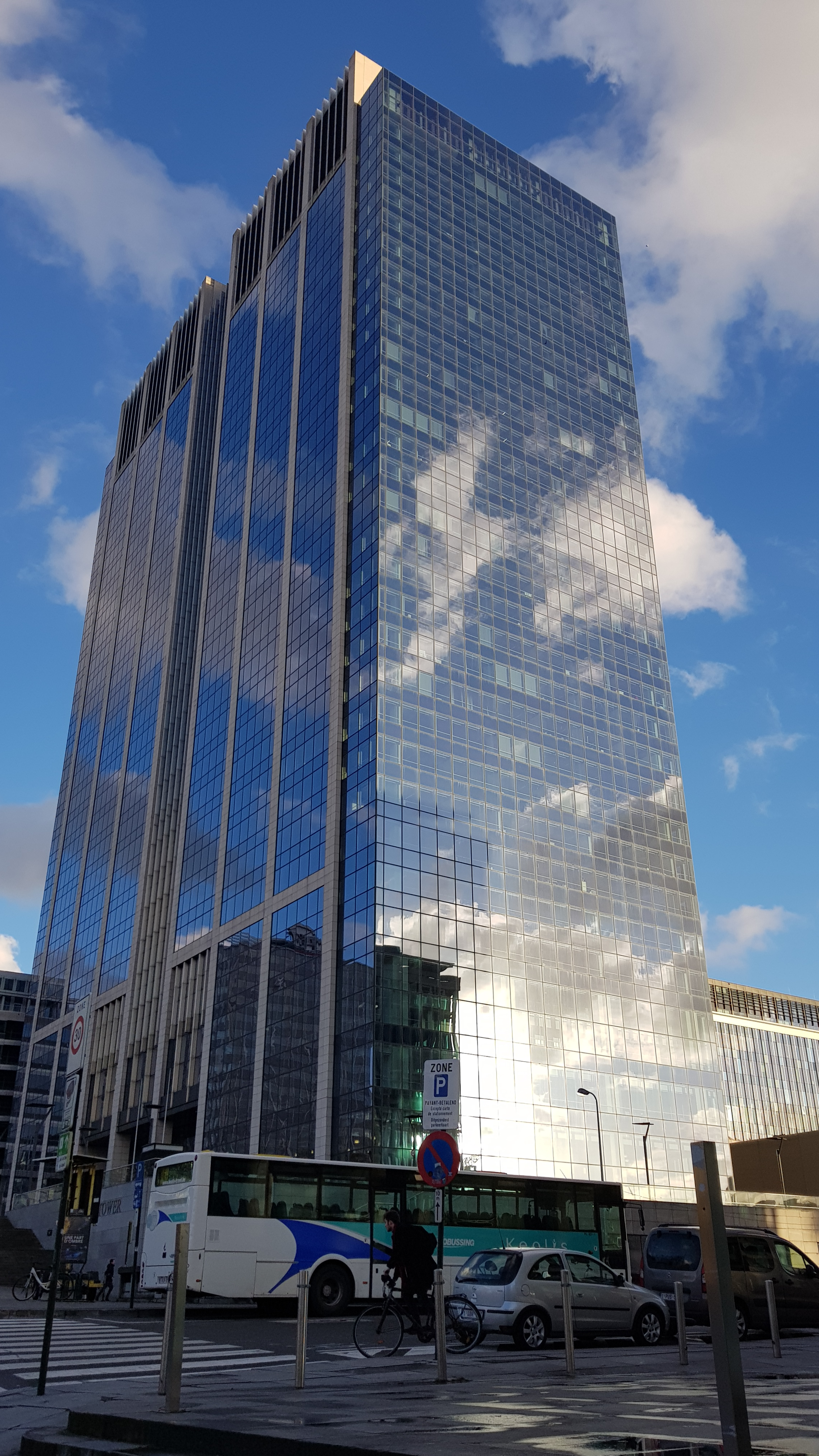
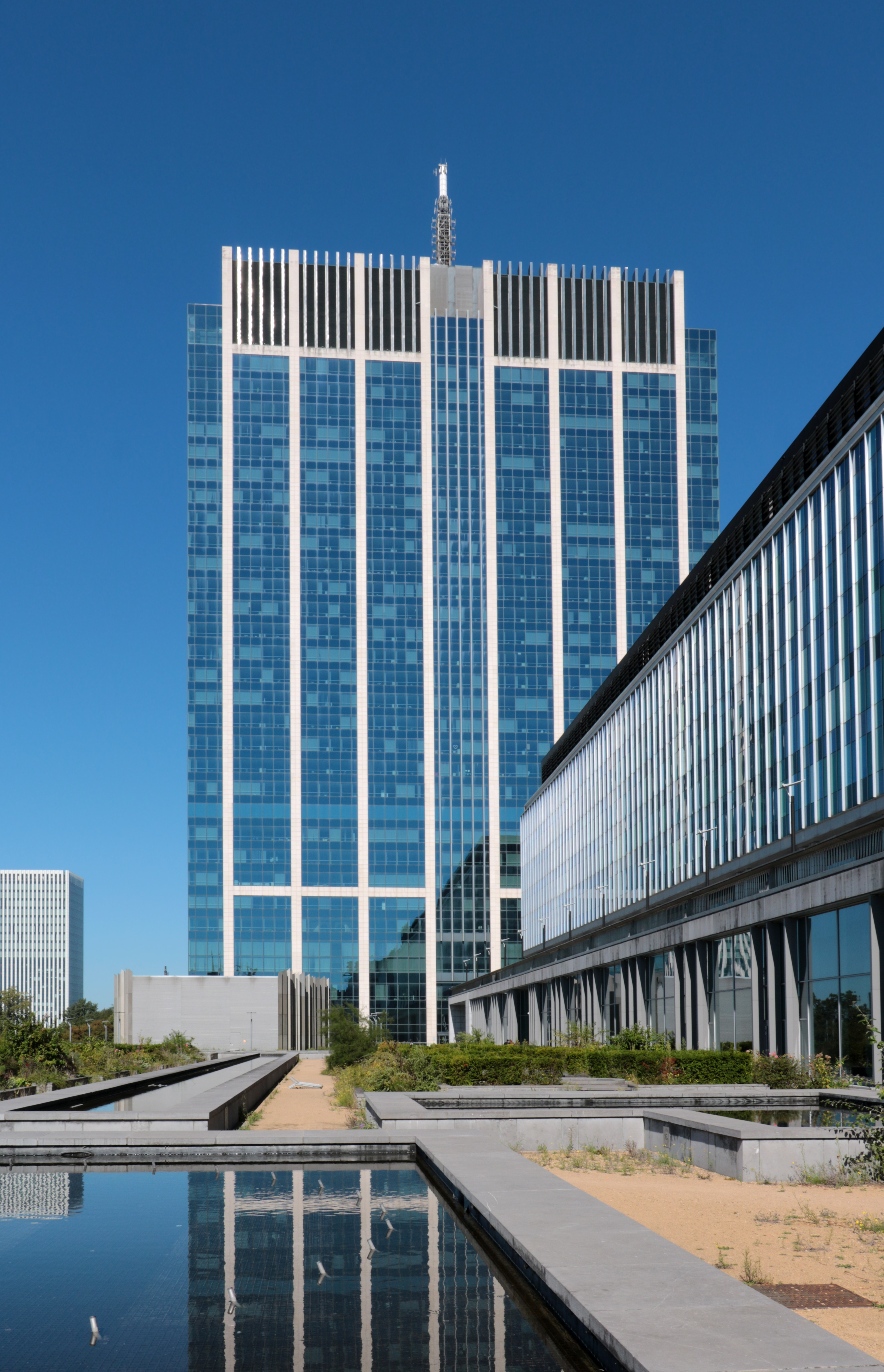
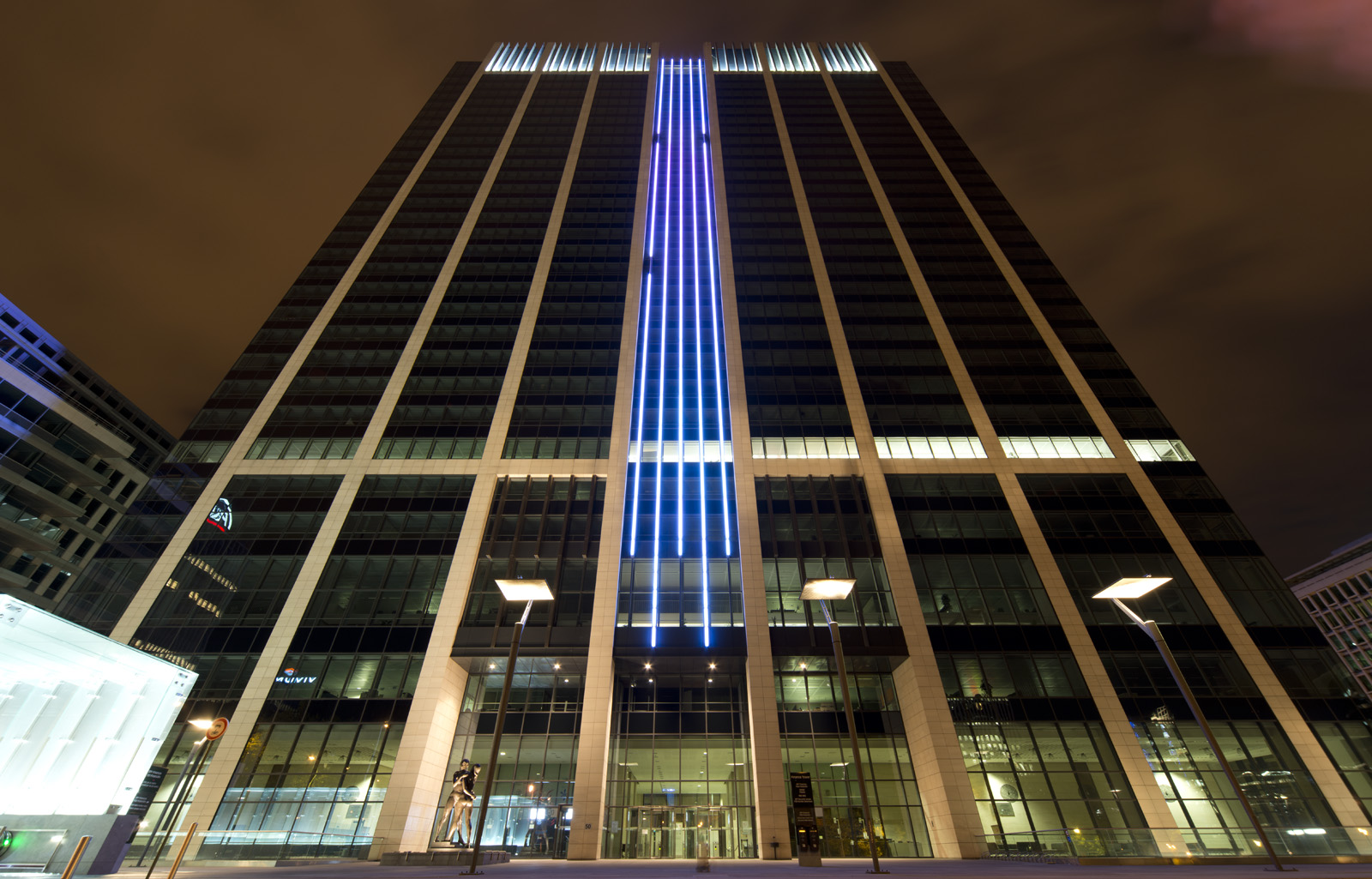
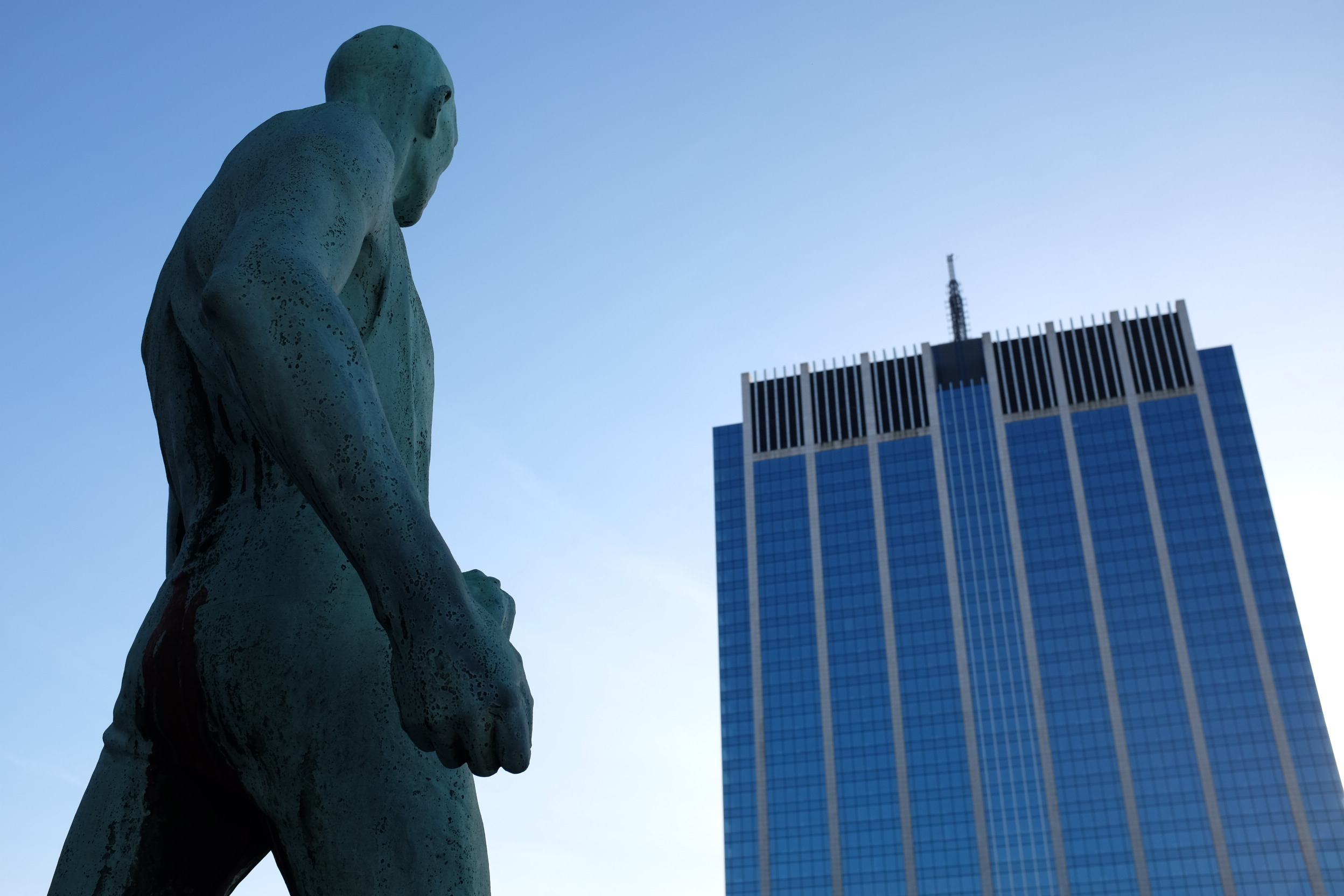
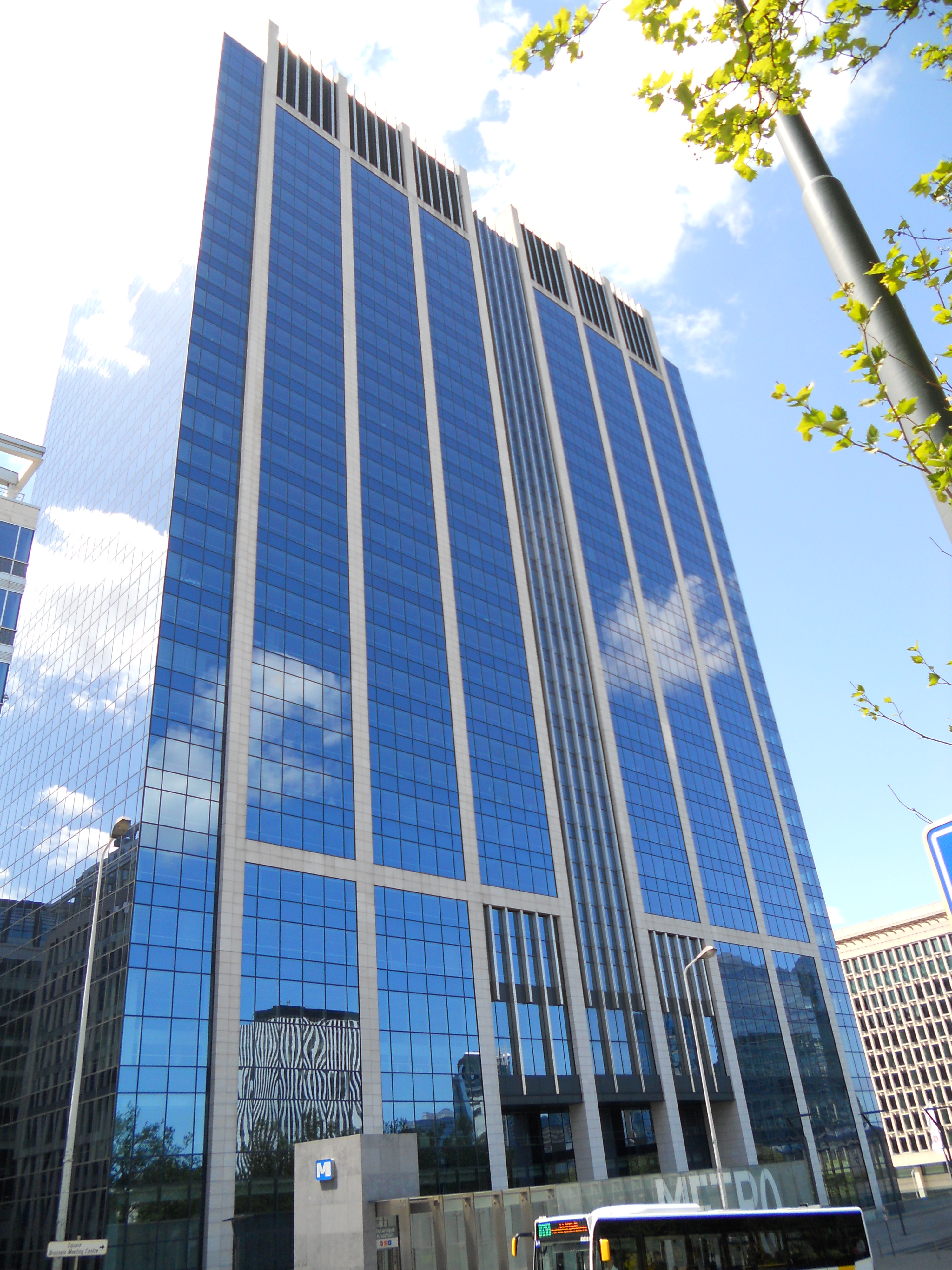

## Accès
| ___ | Ce site est desservi par la station de métro : Botanique. |